# Markus Baur
Markus Baur, nemški rokometaš, * 22. januar 1971.
Leta 2004 je na poletnih olimpijskih igrah v Atlanti v sestavi nemške reprezentance osvojil srebrno olimpijsko medaljo.